# Course en ligne féminine aux championnats du monde de cyclisme sur route 1991
Navigation
1990 1993
La course en ligne féminine aux championnats du monde de cyclisme sur route 1991 a lieu le 24 août 1991 à Stuttgart en Allemagne. Cette édition est remportée par la Néerlandaise Leontien van Moorsel.

## Classement
|                                    | Coureuse               | Pays             |    | Temps          |
| ---------------------------------- | ---------------------- | ---------------- | -- | -------------- |
| Médaille d'or, Coupe du Monde      | Leontien van Moorsel   | Pays-Bas         | en | 2 h 9 min 47 s |
| Médaille d'argent, Coupe du Monde  | Inga Thompson          | États-Unis       | +  | 1 min 54 s     |
| Médaille de bronze, Coupe du Monde | Alison Sydor           | Canada           |    | 2 min 46 s     |
| 4                                  | Sally Zack             | États-Unis       |    | 2 min 46 s     |
| 5                                  | Elena Ogui             | Union soviétique |    | 2 min 46 s     |
| 6                                  | Marie Höljer           | Suède            |    | 2 min 46 s     |
| 7                                  | Luzia Zberg            | Suisse           |    | 2 min 46 s     |
| 8                                  | Monica Bandini         | Italie           |    | 2 min 46 s     |
| 9                                  | Jolanta Polikeviciute  | Union soviétique |    | 2 min 46 s     |
| 10                                 | Heidi Van De Vijver    | Belgique         |    | 2 min 46 s     |
| 11                                 | Marion Clignet         | France           |    | 2 min 46 s     |
| 12                                 | Kathleen Shannon       | Australie        |    | 2 min 46 s     |
| 13                                 | Imelda Chiappa         | Italie           |    | 2 min 46 s     |
| 14                                 | Barbara Heeb           | Suisse           |    | 2 min 46 s     |
| 15                                 | Laurence Leboucher     | France           |    | 2 min 46 s     |
| 16                                 | Mandy Jones            | Royaume-Uni      |    | 2 min 46 s     |
| 17                                 | Eva Orvošová           | Tchéquie         |    | 2 min 46 s     |
| 18                                 | Jill Smith             | Canada           |    | 2 min 46 s     |
| 19                                 | Valentina Gerasimova   | Russie           |    | 2 min 46 s     |
| 20                                 | Maureen Manley         | États-Unis       |    | 2 min 46 s     |
| 21                                 | Marie Purvis           | Royaume-Uni      |    | 2 min 46 s     |
| 22                                 | Jacqui Uttien          | Australie        |    | 2 min 46 s     |
| 23                                 | Maria Paola Turcutto   | Italie           |    | 2 min 46 s     |
| 24                                 | Petra Meier-Walczewski | Suisse           |    | 2 min 46 s     |
| 25                                 | Donna Rae-Szalinski    | Australie        |    | 2 min 46 s     |
| 26                                 | Roberta Bonanomi       | Italie           |    | 2 min 46 s     |
| 27                                 | Catherine Marsal       | France           |    | 2 min 46 s     |
| 28                                 | Tea Vikstedt-Nyman     | Finlande         |    | 2 min 46 s     |
| 29                                 | Rasa Polikevičiūtė     | Lituanie         |    | 2 min 46 s     |
| 30                                 | Clare Greenwood        | Royaume-Uni      |    | 2 min 46 s     |
| 31                                 | Astrid Schop           | Pays-Bas         |    | 2 min 46 s     |
| 32                                 | Julie Young            | États-Unis       |    | 2 min 46 s     |
| 33                                 | Natalya Grinina        | Union soviétique |    | 4 min 15 s     |
| 34                                 | Kristel Werckx         | Belgique         |    | 4 min 21 s     |
| 35                                 | Karina Skibby          | Danemark         |    | 5 min 42 s     |
| 36                                 | Monica Valvik-Valen    | Norvège          |    | 6 min 11 s     |
| 37                                 | Jacqueline Nelson      | Nouvelle-Zélande |    | 7 min 15 s     |
| 38                                 | Maria Hawkins          | Canada           |    | 7 min 15 s     |
| 39                                 | Luisa Seghezzi         | Italie           |    | 7 min 15 s     |
| 40                                 | Joane Somarriba        | Espagne          |    | 7 min 15 s     |
| 41                                 | Carmen Da Ronch        | Suisse           |    | 7 min 15 s     |
| 42                                 | Nathalie Cantet        | France           |    | 7 min 15 s     |
| 43                                 | Elsbeth van Rooy-Vink  | Pays-Bas         |    | 7 min 15 s     |
| 44                                 | Ingunn Bollerud        | Norvège          |    | 7 min 15 s     |
| 45                                 | Josune Gorostidi       | Espagne          |    | 7 min 15 s     |
| 46                                 | Cécile Odin            | France           |    | 7 min 15 s     |
| 47                                 | Claire Moore           | Irlande          |    | 7 min 15 s     |

|                      | Coureuse             | Pays             |  | Temps       |
| -------------------- | -------------------- | ---------------- |  | ----------- |
| Autres compétitrices |                      |                  |  |             |
| 49                   | Deirdre Demet-Barry  | États-Unis       |  | 9 min 3 s   |
| 50                   | Louise Jones         | Royaume-Uni      |  | 9 min 42 s  |
| 51                   | Rikke Sandhøj        | Danemark         |  | 9 min 42 s  |
| 52                   | Ruthie Matthes       | États-Unis       |  | 9 min 42 s  |
| 60                   | Evelyne Müller       | Suisse           |  | 9 min 42 s  |
| 66                   | Kelly-Ann Way        | Canada           |  | 9 min 42 s  |
| 67                   | Daniëlle Overgaag    | Pays-Bas         |  | 9 min 42 s  |
| 72                   | Valeria Cappellotto  | Italie           |  | 13 min 53 s |
| 73                   | Sally Dawes          | Royaume-Uni      |  | 14 min 56 s |
| 80                   | Teodora Ruano        | Espagne          |  | 15 min 46 s |
| 85                   | Yvonne Schnorf-Wabel | Suisse           |  | 15 min 46 s |
| 87                   | Marianne Berglund    | Suède            |  | 15 min 46 s |
| 89                   | Valentina Polkhanova | Union soviétique |  | 15 min 46 s |
| 90                   | Gabriele Altweck     | Allemagne        |  | 18 min 15 s |
| 91                   | Madeleine Lindberg   | Suède            |  | 19 min 0 s  |
| 92                   | Monica Van Nassauw   | Belgique         |  | 20 min 32 s |